# Ла-Апартада
Ла-Апартада (исп. La Apartada) — город и муниципалитет на севере Колумбии, на территории департамента Кордова.

## История
Поселение, из которого позднее вырос город, было основано 24 октября 1957 года. Муниципалитет Ла-Апартада был выделен в отдельную административную единицу в 1997 году.

## Географическое положение
Город расположен в юго-восточной части департамента, в пределах Прикарибской низменности, к востоку от реки Сан-Хорхе, на расстоянии приблизительно 94 километров к юго-востоку от города Монтерии, административного центра департамента. Абсолютная высота — 66 метров над уровнем моря.
Муниципалитет Ла-Апартада граничит на севере с территорией муниципалитета Аяпель, на западе — с муниципалитетом Буэнависта, на юго-западе — с муниципалитетом Монтелибано, на востоке и юго-востоке — с территорией департамента Антьокия. Площадь муниципалитета составляет 270,81 км².

## Население
По данным Национального административного департамента статистики Колумбии, совокупная численность населения города и муниципалитета в 2015 году составляла 15 204 человека.
Динамика численности населения муниципалитета по годам:
| 2005   | 2006   | 2007   | 2008   | 2009   | 2010   | 2011   | 2012   | 2013   | 2014   | 2015   |
| ------ | ------ | ------ | ------ | ------ | ------ | ------ | ------ | ------ | ------ | ------ |
| 12 702 | 12 937 | 13 162 | 13 397 | 13 632 | 13 890 | 14 142 | 14 403 | 14 666 | 14 934 | 15 204 |

Согласно данным переписи 2005 года мужчины составляли 49,8 % от населения Ла-Апартады, женщины — соответственно 50,2 %. В расовом отношении белые и метисы составляли 77,9 % от населения города; индейцы — 21,7 %, негры, мулаты и райсальцы — 0,4 %.
Уровень грамотности среди всего населения составлял 76,9 %.

## Экономика
Основу экономики Ла-Апартады составляет сельское хозяйство.
54,5 % от общего числа городских и муниципальных предприятий составляют предприятия торговой сферы, 34,9 % — предприятия сферы обслуживания, 7,6 % — промышленные предприятия, 3 % — предприятия иных отраслей экономики.

## Транспорт
Через город проходит национальное шоссе № 25 (исп. Ruta Nacional 25).